# Nohant-en-Goût
Nohant-en-Goût – miejscowość i gmina we Francji, w Regionie Centralnym, w departamencie Cher.
Według danych na rok 1990 gminę zamieszkiwały 372 osoby, a gęstość zaludnienia wynosiła 15 osób/km² (wśród 1842 gmin Regionu Centralnego Nohant-en-Goût plasuje się na 778. miejscu pod względem liczby ludności, natomiast pod względem powierzchni na miejscu 500.).